# دبیرستان دی‌اکس‌دی
دبیرستان دی‌اکس‌دی (به ژاپنی: ハ イ ス ク ー ル D × D) (به انگلیسی: Highschool DxD) یک مجموعه لایت نوول ژاپنی است که توسط ایچی ایشیبومی نوشته شده و توسط میاما-زیرو تصویرگری شده‌است. داستان در مورد هیودو ایسه، یک دانش آموز منحرف دبیرستانی از آکادمی Kuoh است که می‌خواهد پادشاه حرمسرا شود ولی در اولین ملاقاتش با یک دختر، کشته می‌شود، مشخص می‌شود که او یک فرشته رانده شده است، اما توسط ریاس گریموری به عنوان یک شیطان احیا شده و به او و خانواده شیطان او خدمت می‌کند. روابط عمیق ایسه با ریاس برای فرشتگان، فرشتگان رانده شده و شیاطین خطرناک است.
دبیرستان دی‌اکس‌دی در سپتامبر ۲۰۰۸ سریال سازی خود را در مجله دراگون فوجیمی شوبو آغاز کرد. اولین جلد در ۲۰ سپتامبر ۲۰۰۸ منتشر شد. از مارس ۲۰۱۸ در ژاپن مجموعاً ۲۵ جلد کتاب تحت عنوان فوجیمی فانتاسیا بونکو در دسترس است. تطبیق از مانگا توسط هیروجی میشیما به سریال سازی در ژوئیه ۲۰۱۰ مجلهٔ دراگون و بعداً در مارس ۲۰۱۱ Monthly Dragon Age با بیست و دو جلد که از سپتامبر ۲۰۱۶ در دسترس است آغاز شد.